# Cyril Northcote Parkinson
Cyril Northcote Parkinson (30 de julio de 1909-9 de marzo de 1993) fue un historiador naval británico autor de unos sesenta libros, incluyendo ficción histórica, muchas veces basada en el período napoleónico. Es también conocido por su sátira de las instituciones burocráticas La ley de Parkinson y otros estudios (Parkinson's Law and other studies), una colección de estudios cortos sobre la inevitabilidad de la expansión burocrática.
La ley de Parkinson apareció por primera vez en noviembre de 1955 como artículo satírico en The Economist, siendo ampliada y publicada dos años más tarde en dos libros de éxito de ventas.

## Biografía
Educado en el Emmanuel College de la Universidad de Cambridge y en el King's College de Londres, durante la Segunda Guerra Mundial ejerció como profesor en varias academias militares del Reino Unido. De 1946 a 1949 enseñó Historia en la Universidad de Liverpool y en 1950, ocupó la cátedra de Historia en la recién creada Universidad de Malasia en Singapur (actualmente la Universidad Nacional de Singapur). Con el éxito de sus libros, decidió dimitir de la cátedra en 1958 para dedicarse a la escritura.

## Las Leyes de Parkinson
Las tres leyes fundamentales de Parkinson muestran el carácter irónico y mordaz de su autor, aunque reflejan situaciones que tienden a producirse en algunas instituciones fuertemente burocratizadas y estamentadas:
1. "El trabajo se expande hasta llenar el tiempo de que se dispone para su realización".
2. "Los gastos aumentan hasta cubrir todos los ingresos".
3. "El tiempo dedicado a cualquier tema de la agenda es inversamente proporcional a su importancia" (Parkinson la llamaba ley de la trivialidad).

En general, sirven para denunciar la falta de eficiencia del trabajo administrativo.